# Darsgah-Jihad-o-Shahadat
Darsgah-Jihad-O-Shahadat (DJS), que vol dir "Centre per la Guerra Santa i el Martiri" ("Center for Holy War and Martyrdom") és una organització política musulmna, d'activitat violenta, de l'estat de Telangana a l'Índia, que actua a Hyderabad.
El All India Majlis-e-Ittehad-ul Muslimeen (AIMIM o MIM) dona suport obertament en alguns casos als atacs del DJS com en el cas del temple Saibaba. Hi hauria un nexe entre les dues organitzacions i el proscrit Moviment Estudiantil Islàmic de l'Índia proscrit de l'Índia (SIMI). La policia considera que organitzacions com la Darsgah Jehad-o-Shahadat (DJS) i el Tahreek Tahfooz Shaer-i-Islam (TTSI) són centres de cultiu per a la militància islàmica. Afirmen que els militants més actius en general han estat entrenats per les dues organitzacions, els DJS en les arts marcials i TTSI en accions militants. El DJS afirma que disposa de 20.000 homes i 1.200 dones actius.
La bandera de l'organització és horitzontal, el primer terç damunt verd i els altres dos terços blancs; a la part blanca hi ha dues espases creuades amb les puntes cap amunt. en vermell, i a la part de dalt entre les dues espases les lletres DJS també en vermell.